# Карамельна тростина
Карамельна тростина — цукерка у формі тростини, часто асоційована з Різдвом і Днем Святого Миколая. Традиційно біла з червоними смужками та зазвичай приправлена перцевою м'ятою, але тростини можуть мати різні смаки та кольори.

## Історія
У записах про покази-змагання солодощів 1837 року згадується «паличка-льодяник» (англ. stick candy). Рецепт прямих м'ятних карамельних паличок, білих із кольоровими смугами, був опублікований у The Complete Confectioner, Pastry-Cook, and Baker у 1844 році. Найперша задокументована згадка про «карамельну тростину» міститься в оповіданні «Tom Luther's Stockings», опублікованому в Ballou's Monthly Magazine у 1866 році, однак без жодної згадки про колір або смак. Щомісячник The Nursery згадує «карамельні тростини» у зв'язку з Різдвом у 1874 році, а журнал Babyland описує «довгі, кручені карамельні тростини», що вивішували на різдвяну ялинку в 1882 році.

### Фольклор

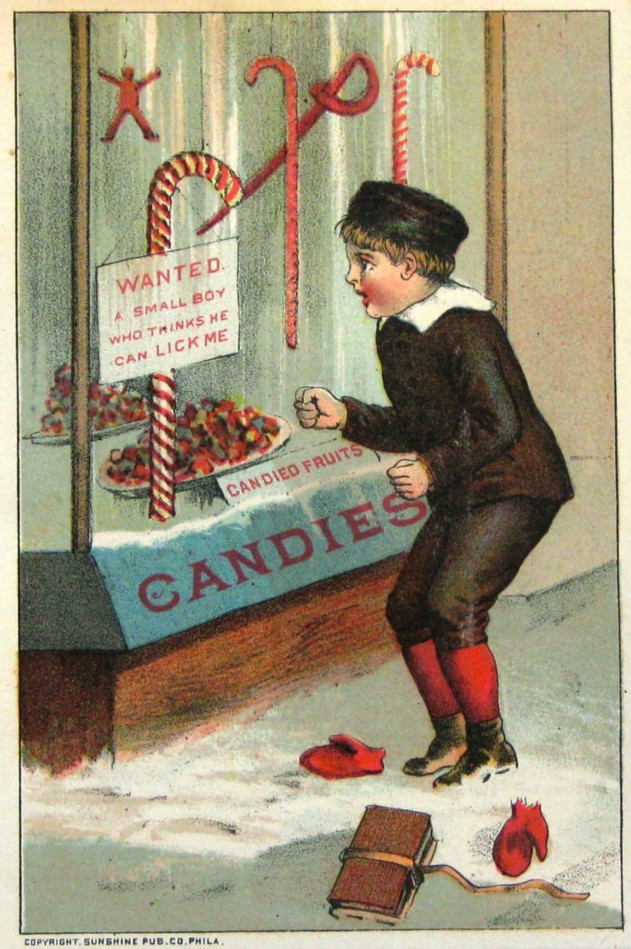
Зображення карамельних тростин на різдвяній листівці початку 1900-х років

Поширена фольклорна історія про походження карамельних тростин розповідає, що в 1670 році в Кельні, Німеччина, хормейстер Кельнського собору, бажаючи заспокоїти дітей, що галасували в церкві під час традиційного різдвяного вертепу на Святвечір, попросив для них «цукрових паличок» у місцевого цукерника. Аби виправдати роздачу цукерок дітям під час богослужіння, він попросив цукерника додати на верхівку кожної палички вигин, який би допоміг дітям запам'ятати пастухів, які відвідували Божественне Немовля. На додаток, він використовував білий колір тростинок, аби навчати дітей християнської віри в безгрішне життя Ісуса. З Німеччини льодяники поширилися в інші частини Європи, де їх роздавали під час вертепних вистав, що відтворювали Різдво Христове. Карамельна тростина стала асоціюватися з Різдвом.

### Виробництво

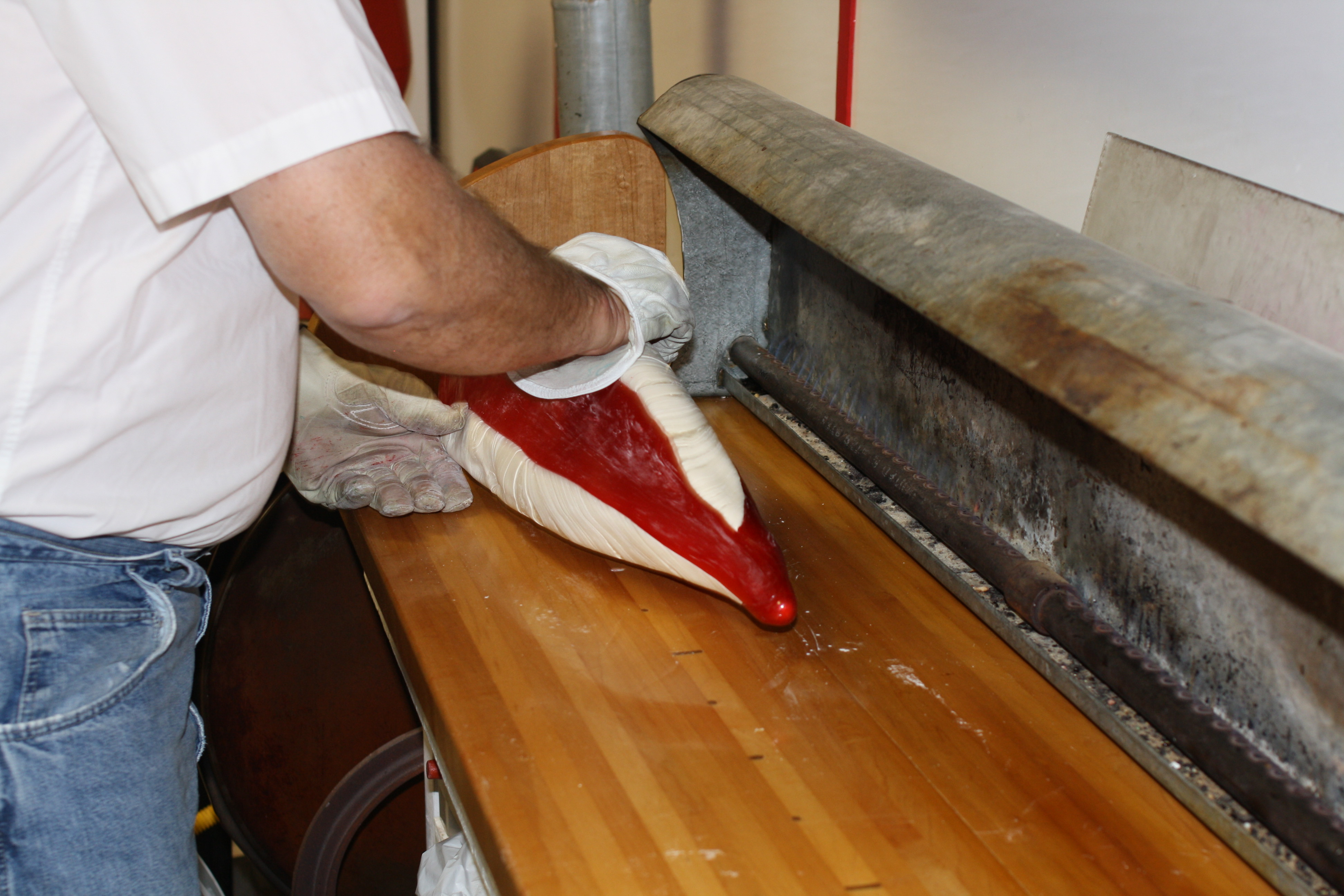
Виготовлення карамельних тростин ручним способом з великої маси червоного та білого цукрового сиропу

Як і інші форми цукерок, перші тростинки виготовлялися ручним способом. На початку 1920-х чиказькі цукерники Bunte Brothers подали один із найперших патентів на машини для виготовлення карамельних тростинок.
У 1919 році в Олбані, штат Джорджія, Роберт МакКормак почав виготовляти цукерки для місцевих дітей і до середини століття його компанія (первісно Famous Candy Company, потім Mills-McCormack Candy Company, а пізніше Bobs Candies) стала одним з провідних світових виробників карамельних тростин. Виробництво тростинок спочатку вимагало значних трудовитрат, що обмежувало обсяги виробництва; тростини доводилося згинати вручну, коли вони сходили з конвеєра, внаслідок чого відсоток розламування сягав понад 20 відсотків. Зять МакКормака, Ґреґорі Хардінґ Келлер, бувши студентом семінарії в Римі, проводив літо, працюючи на цукерковій фабриці вдома. У 1957 році Келлер, висвячений у стан римо-католицького священника єпархії Літл-Рок, запатентував свій винахід ― машину Келлера, яка автоматизувала процес скручування м'яких цукерок у спіральні смужки та розрізання їх на точні за довжиною карамельні тростинки.

### Використання до Дня святого Миколая
Під час святкувань Дня святого Миколая, карамельні тростини дарують дітям, оскільки ті, за повір'ям, символізують патерицю Християнського єпископа, Святого Миколая. Патериця також натякає на образ Доброго Пастиря, іменування, іноді вживане щодо Ісуса Христа.